# Wies Moens
Aloisius (Wies) Cesar Antoon Moens (Sint-Gillis-bij-Dendermonde, 28 januari 1898 – Geleen, 5 februari 1982) was een Vlaams letterkundige en een activist binnen de Vlaamse Beweging.

## Levensloop
Moens werd te Dendermonde geboren als zoon van een bakker. Hij was het enige kind van Karel "Charles" Moens en Johanna Moreels. Hij liep school aan het Heilige Maagdcollege in Dendermonde. Daar kwam hij onder invloed van de Vlaamse Beweging via studentengilde "Jong maar moedig"  en via de "Vlaamsche Bond".
Van 1916 tot 1918 studeerde hij Germaanse filologie aan de door de Duitse bezetter vernederlandste universiteit van Gent. Hij werd na de Eerste Wereldoorlog wegens zijn rol als activist tot een gevangenisstraf van vier jaar en een geldboete veroordeeld. De Vereniging van Vlaamse letterkundigen verzocht om zijn vrijlating, en Vlaamse intellectuelen stuurden een petitie rond. Op 5 maart 1921 kwam Moens vrij onder voorwaarden. Hij vervulde zijn dienstplicht en trad in 1922 in het huwelijk. Wies Moens kreeg daarna bekendheid als een gewaardeerd spreker, vertaler en dichter. Zijn expressionistische gedichten verschenen in het tijdschrift Ruimte, waarin ook Paul van Ostaijen publiceerde. Met Van Ostaijen had hij kennisgemaakt dankzij de tijdschriften Aula en De Goedendag. Daarnaast was hij actief als secretaris van het Vlaamsche Volkstooneel, en als journalist.
In zijn vroege werken koesterde Moens de verwachting van een betere samenleving, die zou steunen op internationale solidariteit, pacifisme, religieuze waarden en sociale gelijkheid. Opvallend is dat zijn lyriek hier nooit bitterheid toont. Zo is het hoofdthema van De Boodschap (1920) zijn liefdevol vertrouwen in God en de mensen.
Moens werd in 1926 politiek actief in de Vlaamse Frontpartij. Zijn politieke voorkeur beïnvloedde daarna zijn literair werk. De neerlandicus Fernand Lodewick verwoordde het als volgt: "Wies Moens' ijveren voor de Grootnederlandse gedachte ging gepaard met een groeiende voorkeur voor een fascistische levenshouding, waardoor zijn latere 'verzen' verwerden tot politieke pamfletten." Voor de algemene verkiezingen van 1929 was hij kandidaat in het arrondissement Gent-Eeklo, maar werd niet verkozen. In 1928 stichtte hij mee het Algemeen Vlaams Nationaal Verbond en in 1931 was Moens een van de oprichters van het fascistische Verbond van Dietse Nationaal-Solidaristen (Verdinaso). In 1934 stapte hij uit deze beweging omdat het Verdinaso met de 'nieuwe marsrichting' ook Walen en Luxemburgers wilde opnemen. Hij werd een onafhankelijk theoreticus van het nationalisme, en publiceerde in het door hem opgerichte tijdschrift Dietbrand. 
Tijdens de Tweede Wereldoorlog stelde hij zich bij het begin van de bezetting kandidaat om inspecteur van de openbare bibliotheken te worden: een goed betaalde job die veel vrije tijd liet. Hij kreeg de steun van de Duitsers, maar secretaris-generaal Marcel Nyns verzette er zich tegen en benoemde Gerard Walschap op de te begeven functie. Moens werd toen directeur van de Nederlandstalige uitzendingen van de door de Duitse bezetter in het leven geroepen Zender Brussel. Eind 1943 diende hij zijn ontslag in omdat de zender steeds meer onder invloed kwam van de Algemeene SS-Vlaanderen en van de DeVlag. 
In 1947 werd hij bij verstek ter dood veroordeeld wegens collaboratie met Duitsland. Na enkele jaren ondergedoken te leven in België vluchtte hij in 1947 naar Geleen in Nederlands Limburg waar hij de rest van zijn leven doorbracht. In zijn geschriften bleef hij zich afzetten tegen alle autoriteiten die de Vlaamse beweging vijandig gezind waren. Hij werd in Geleen directeur van de Volkshogeschool en leraar Nederlandse letterkunde in een college. In 1968 weigerde hij principieel gebruik te maken van de genademaatregel. Hij bleef tot zeer hoge leeftijd poëzie schrijven. Hij ligt begraven op het kerkhof van Neerbeek onder een grafsteen, geïnspireerd op het Heldenhuldezerkje ontworpen door Joe English, die moet herinneren aan de Eerste Wereldoorlog.
Wies Moens trouwde in 1922 met Margareta Tas, maar het huwelijk bleef kinderloos. Zijn twee bekende peetkinderen zijn Vlaams Belangpolitica Marijke Dillen en de Dendermondse Margareta Vander Cruyssen (familie en genoemd naar zijn echtgenote).

## Vormingsinstituut
Op 27 juli 1983 werd het Vormingsinstituut Wies Moens gesticht, gericht op studie en vorming in het algemeen, en op het bevorderen van de studie van Moens en zijn werken in het bijzonder. De voornaamste stichter en gangmaker was Edwin Truyens, advocaat en actief in allerlei Vlaamse organisaties.